# Vodafone 702NK II
Vodafone 702NK II（ボーダフォン 702NK II）は、ノキアが開発した、ボーダフォン日本法人（現ソフトバンクモバイル）のVodafone 3G（W-CDMA方式）及びGSM方式、GPRS、EDGEのスマートフォン。海外でNokia 6680として発売されているものを日本語化し、ボーダフォン向けのカスタマイズを行っている。

## 概要
2005年12月15日にボーダフォンよりプレスリリース、2005年12月17日より発売開始した。JATE通過は2005年3月16日（Nokia 6680）。

2007年8月にこの製品が使用する型式の電池パックの欠陥（BL-5C。ボーダフォン型番では「NMBF01」に相当）が発表され、回収・交換が行われている。

## 対応サービス
| 主な対応サービス | 主な対応サービス | 主な対応サービス | 主な対応サービス |
| ---------------- | ---------------- | ---------------- | ---------------- |
| サークルトーク   | ホットステータス | Yahoo!mocoa      | S!ループ         |
| S!タウン         | ライブモニター   | S!CAST           | S!FeliCa         |
| S!ケータイ動画   | PCサイトブラウザ | 電子コミック     | S!アプリ注※      |
| 着うた           | アレンジメール   | S!アドレスブック | 3Gお天気アイコン |
| レコメール       | TVコール         | 国際ローミング   | S!GPSナビ        |

- 注※QVGAは対応していない

## 特徴
Vodafone 702NK (Nokia 6630) の後継機。直線的な形状となり、自分撮り用カメラを備えテレビ電話が可能となった。
また、背面のカメラにLEDフラッシュとスライド式の保護カバーがついている。
一方、内蔵メモリの容量が減り、メモリ不足が起きやすくなっているという欠点もある。
その他の仕様や特徴は702NKとおおむね同一である。
この端末はSIMカードを採用しているが、SIMロックが掛かっているため、他キャリアのSIMカードを挿しても使用することはできない。 しかし、702NKと同様に最近、SIMロックを解除する方法が発見され、他キャリアのSIMカードを挿して使用することができるようになった。このため、オークション等での価格が上昇傾向にある。
なお、総務省の無線設備のスプリアス発射強度の許容値に係る技術基準の改正により、本機種は技適失効となるため、2015年12月1日以降日本国内では使用禁止となった。

## カラーバリエーションについての特記事項
右記の国内向けカラーバリエーションの他に、海外でNokia 6680向けに販売されている多数のカバーも使用可能。

## 欠陥
2007年8月に電池パックの欠陥（BL-5C。ボーダフォン型番では「NMBF01」に相当）が発表され、回収・交換が行われている。